# Pavel Kubiš
Pavel Kubiš (* 17. března 1985, Náměšť nad Oslavou) je bývalý český hokejový útočník a hokejový trenér.
Kariéru ukončil v týmu VHK ROBE Vsetín ve druhé nejvyšší české soutěži. Po skončení sezony 2023/2024 se dal na trenérskou dráhu.
V české reprezentaci odehrál k listopadu 2011 celkem 11 zápasů a vstřelil jeden gól.

## Hráčská kariéra
- 2004–05 HC Hamé Zlín
- 2005–06 HC Hamé Zlín, SK Horácká Slavia Třebíč (1. liga)
- 2006/2007 HC Hamé Zlín
- 2007/2008 RI Okna Zlín
- 2008/2009 RI Okna Zlín
- 2009/2010 PSG Zlín
- 2010/2011 PSG Zlín
- 2011/2012 PSG Zlín
- 2012/2013 PSG Zlín
- 2013/2014 PSG Zlín
- 2014/2015 PSG Zlín
- 2015/2016 PSG Zlín
- 2016/2017 PSG Zlín
- 2017/2018 Aukro Berani Zlín
- 2018/2019 PSG Berani Zlín
- 2019/2020 PSG Berani Zlín
- 2020/2021 PSG Berani Zlín
- 2021/2022 PSG Berani Zlín
- 2022/2023 PSG Berani Zlín
- 2023/2024 VHK ROBE Vsetín

### Po ukončení kariéry
Po skončení hokejové kariéry se pro novou sezónu 2024/2025 stal trenérem u týmu ve Velkém Meziříčí.